# Simon Russell Beale
Sir Simon Russell Beale CBE (* 12. ledna 1961, Penang, Malajsie) je anglický herec. List The Independent ho popsal jako „největšího divadelního herce své generace“. Získal dvě ceny BAFTA, tři ceny Olivier a cenu Tony. Za své zásluhy ho v roce 2019 královna Alžběta II. pasovala na rytíře.
Beale zahájil hereckou kariéru v Royal Shakespeare Company a Královském národním divadle. Získal deset nominací na cenu Laurence Oliviera, přičemž tři ceny získal za výkony ve filmech Volpone (1996), Candide (2000) a Strýček Váňa (2003).
V roce 2017 ztvárnil postavu ředitele sovětské tajné služby NKVD Lavrentije Beriji ve filmu Armanda Iannucciho Ztratili jsme Stalina, za kterou získal britskou nezávislou filmovou cenu za nejlepšího herce ve vedlejší roli.

## Filmografie - výběr
| Rok  | Titul                        | Role              | Poznámky                                                            |
| ---- | ---------------------------- | ----------------- | ------------------------------------------------------------------- |
| 1992 | Orlando                      | hrabě z Moray     |                                                                     |
| 1995 | Přesvědčení                  | Charles Musgrove  |                                                                     |
| 1996 | Hamlet                       | Druhý hrobník     |                                                                     |
| 1999 | Blackadder: Back &amp; Forth | Napoleon          | Krátký film                                                         |
| 2002 | Zjevení                      | Luke Fraser       |                                                                     |
| 2011 | Bezedné moře                 | William Collyer   |                                                                     |
| 2011 | Můj týden s Marilyn          | Pan Cotes-Preedy  |                                                                     |
| 2014 | Čarovný les                  | Bakerův otec      |                                                                     |
| 2016 | Cunk on Shakespeare          | Sám sebe          |                                                                     |
| 2016 | Legenda o Tarzanovi          | Pan Frum          |                                                                     |
| 2017 | Moje sestřenice Rachel       |                   |                                                                     |
| 2017 | Ztratili jsme Stalina        | Lavrentij Berija  | Britská nezávislá filmová cena za nejlepšího herce ve vedlejší roli |
| 2018 | Muzeum                       | Frank Graves      |                                                                     |
| 2018 | Operace Eichmann             | David Ben Gurion  |                                                                     |
| 2018 | Marie, královna skotská      | Robert Beale      |                                                                     |
| 2019 | Radioaktivita                | Gabriel Lippmann  |                                                                     |
| 2020 | Vánoční koleda               | Ebenezer Scrooge  | Hlas                                                                |
| 2021 | Požehnání                    | Robbie Ross       |                                                                     |
| 2021 | Invaze: Operace Mincemeat    | Winston Churchill |                                                                     |
| 2022 | The Outfit                   | Roy Boyle         |                                                                     |
| 2022 | Thor: Láska jako hrom        | Dionýsos          |                                                                     |
| 2023 | Firebrand                    | Stephen Gardiner  |                                                                     |